# 1269

## Události
- na listině Přemysla Otakara II. se poprvé objevuje v čele svědečné řady jeho levoboček Mikuláš Opavský
- První písemná zmínka o městě Brušperk

## Narození
- 5. září – Anežka Přemyslovna, dcera Přemysla Otakara II., česká princezna a rakouská vévodkyně († 17. května 1296)

## Úmrtí
Česko
- ? – Jaroslav z Hruštice, český šlechtic z rodu Markvarticů (* 1234)
- ? – Smil z Lichtenburka, zakladatel rodu Lichtenburků (* 1220)

Svět
- 27. října – Oldřich III. Sponheimský, vévoda korutanský (* cca 1220)

## Hlava státu
- České království – Přemysl Otakar II.
- Svatá říše římská – Richard Cornwallský – Alfons Kastilský
- Papež – sedisvakance
- Anglické království – Jindřich III. Plantagenet
- Francouzské království – Ludvík IX.
- Polské knížectví – Boleslav V. Stydlivý
- Uherské království – Béla IV.
- Byzantská říše – Michael VIII. Palaiologos